# 西田果倫
西田 果倫（にしだ かりん、1996年2月29日 - ）は、日本の女優・モデルである。滋賀県大津市生まれ。

## 略歴
劇団東俳大阪支社に所属していた。中学二年で退社後、スカウトされ移籍。
当時はオーディションや撮影の度に地元滋賀県から東京へひとりで通っていた。
バレエ、少林寺拳法などで培ったフィジカルを活かしている
- 2012年1月、映画『メンゲキ!』に女子高生「大場」役で出演。[1]
- 2016年3月、劇団ストレイドッグ主催の演劇『へなちょこヴィーナス』にあや役として出演。[2]
- 2016年4月、4月9日放送 TBS『オールスター感謝祭』内企画、お化け屋敷プロデューサー五味弘文プロデュース「23時のお化け屋敷」に幽霊役で出演。
- 2016年8月、劇団ストレイドッグ主催の演劇『問題のない私たち』に綾役として出演。[3]
- 2016年9月、飲食チェーン店「かつや」の求人ポスターモデルを務める。[4]
- 2016年11月、劇団ストレイドッグ主催の演劇『悲しき天使』に出演。[5]

## 人物
バレエ、乗馬、花道など多種多彩な特技を持つ。尾崎豊ファンであることを公言している。
17歳離れている姉と16歳離れている兄がいる。
実家はホテル、旅館を経営している。現在四代目。

## 出演作品

### 舞台
- 「青い鳥」－かし役（2006年6月）
- 「真夏の世の夢」－フルーセル役（2009年9月）
- "STRAYDOG"Seedling公演 「へなちょこヴィーナス」－アヤ役（2016年3月）
  - 作高橋いさを+小田玲奈、演出那波隆史、脚色森岡利行
- "STRAYDOG"produce公演 「問題のない私たち」－松野綾役（2016年9月）
  - 原作牛田麻希・木村文、脚本・演出森岡利行
- "STRAYDOG"produce公演 「悲しき天使」－小百合役（2016年11月）
- アリスインプロジェクト　「真夏の銀河にゆきのふるほし」－シニストロ役（2017年1月）
- 「GO,JET !GO!GO!vol,2-浮気なJETのパレットキャット-」－夏代役（2017年4月）
- 100点un・チョイス！番外公演「Who are you?」－中山緑役（2017年9月）
- 劇団平成商品「彼女の、利口な自殺未遂。」－A子役（2017年11月）
- フライドBALL企画「マクラが終われば」－進藤沙奈役（2017年12月）
- 劇団平成商品「たとえば私の人生に目口もないようなもの、あれこそ嘘の精なれ」－胡桃沢役（2018年5月）
- ソラリネ。＃21「コミュニティ」－佐藤樹利亜役（2018年7月）
- 劇団平成商品「私にとっての、愛しい宇宙人～これでお終い～」－楓役（2018年9月）
- ソラリネ。「網膜、鼓膜、皮膚、その他のなにか。」－まどか役（2018年11月）
- 演人の夜第4回本公演「本日、承後過ぎの生き方」－望月美羽役（2018年12月）
- 演劇集団TEAM ZEROプロデュース Theater Company 炭酸アーデリック 第4回公演「スナフキンの手紙」戯曲鴻上尚史 - ヒロイン 氷川サキ役（2019年2月～3月）
- teamACT「Good Riddance〜グッド リダンス〜」（2019年3月） ― 静香役
- リアベンチ企画Vol.2「イツモノコト」― 泉翔子役（2019年5月)
- 壱人前企画vol.11「それみたことか！」― 佐橘麻理亜役（2019年5月6月）
- TEAM ZERO「ファントム・ペイン」戯曲鴻上尚史 - ヒロイン 氷川サキ役（2019年7月）

### 雑誌
- CAPA （2010年9月）増田賢一　学研パブリッシング
- 特選街 （2010年10月）吉村永　株式会社マキノ出版
- CAPA （2010年1月）EOS＆Pixusデジタルフォトゼミナールin福岡　土屋一義
- CAPA （2012年12月）萩原和幸　学研パブリッシング
- CAPA （2013年8月）EOS＆Pixusデジタルフォトゼミナールin奈良　土屋一義
- 京都きもの工房花てまり　滋賀県フリーペーパーパリッシュ（2015年1月）

### 映画
- 天下一品40周年記念映画「メンゲキ! - 大場役（2012年）
- 反響する朝 - ユウ役（2016年）
- 警備員の一日(2016年）

### イベント
- CAPA （2010年1月）EOS＆Pixusデジタルフォトゼミナールin福岡　土屋一義
- CAPA （2013年8月）EOS＆Pixusデジタルフォトゼミナールin奈良　土屋一義
- ニコンカレッジ モデル 講師ハヤシアキヒロ（2015年11月）
- ニコンカレッジ モデル 講師ハヤシアキヒロ（2016年7月 ）
- ニコンカレッジ モデル 講師佐藤倫子 （2016年5月）
- ニコンカレッジ モデル 講師佐藤倫子（2016年6月）
- 長野県上田市写真倶楽部（2010年9月）
- ENEOS キャンペーンガール（2016年9月）
- FIRST VR キャンペーンガール（2017年10月）

### テレビ
- リズムにノッて答えろ ザ・ピンポンブー
- オールスター感謝祭（2016年）
- 破獄
- NTTドコモ
- 連続ドラマW60誤判対策室（2018年）
- 読売テレビ・日本テレビ系 木曜ドラマ「CHEAT チート 〜詐欺師の皆さん、ご注意ください〜」第五話 ― 勢野ガールズ (2019年)

### その他
- アプリ モデル  富士フイルムホールディングス　x-pro1 曽根陽一
- かどや製油 公式YouTubeアニマルバー　ゲスト
- サウジアラムコ 企業PRビデオ（2016年5月）
- 警察協会薬物乱用防止講習会DVD（2016年）
- アークランドサービスかつや　からやま　求人ポスターモデル
- ニコニコチャンネルニコジョッキーゲスト出演

「ジャガモンドの筆をおろすその前に」
MC：ジャガモンド
「ニコジョッキー杯 大喜利キング」
MC：長友（響）
・東映 [教育映像] お互いを活かし合うための人権シリーズ② ハラスメント・しない、させないための双方向コミュニケーション ― 徳丸有希奈役